# 세르다르 베르디무하메도프
세르다르 구르반굴리예비치 베르디무하메도프(투르크멘어: Serdar Gurbangulyýewiç Berdimuhamedow, 러시아어: Серда́р Гурбангулы́евич Бердымухаме́дов, 1981년 9월 22일 ~ )는 투르크메니스탄의 제3대 대통령이다. 구르반굴리 베르디무하메도프 정부 당시 부총리로 지냈으며, 전임 대통령을 지낸 구르반굴리 베르디무하메도프의 아들이기도 하다. 2022년 3월 12일 투르크메니스탄 대통령 선거에 출마하였다. 소속 정당은 투르크메니스탄 민주당이다.
2022년 3월 15일 투르크메니스탄 중앙선거관리위원회가 세르다르는 3월 12일에 치러진 대통령 선거에서 72.97% 득표율로 제3대 투르크메니스탄 대통령에 당선되었다. 
2022년 3월 19일에 공식 취임하였고, 공식 업무를 개시하여 현재까지 재임 중이다.

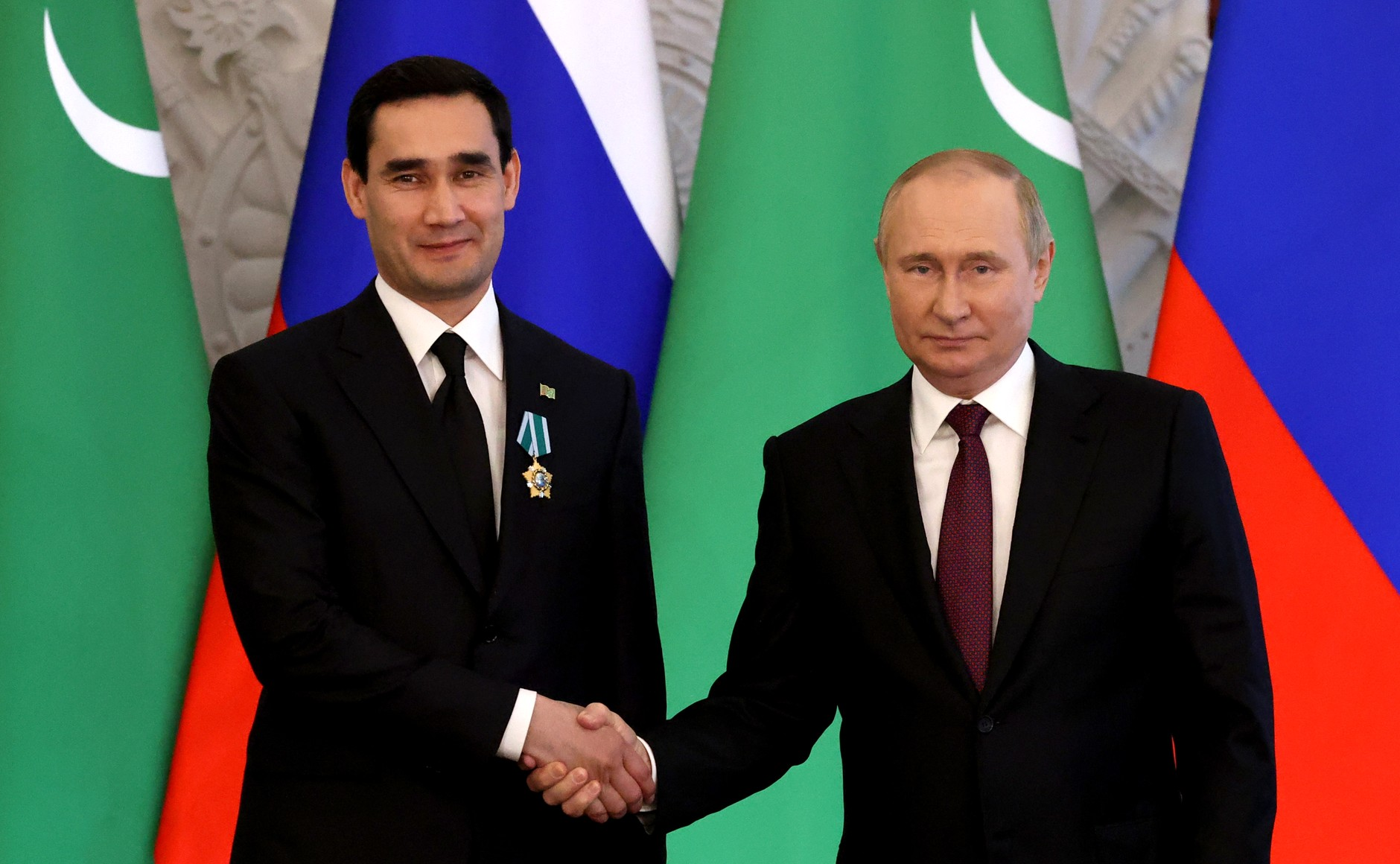
블라디미르 푸틴 러시아 대통령과 함께(2022년)

## 역대 선거 결과
| 선거명      | 직책명                  | 대수 | 정당                  | 득표율 | 득표수      | 결과 | 당락 |
| ----------- | ----------------------- | ---- | --------------------- | ------ | ----------- | ---- | ---- |
| 2022년 선거 | 투르크메니스탄의 대통령 | 3대  | 투르크메니스탄 민주당 | 72.97% | 2,452,705표 | 1위  |      |